# Francia en la Eurocopa 2024
La Selección de fútbol de Francia fue una de las 24 selecciones participantes en la Eurocopa 2024, torneo que se disputó en Alemania entre el 14 de junio y el 14 de julio de 2024.

## Clasificación
Francia obtuvo la clasificación para el torneo continental como primera del grupo B, en el que se midió a las selecciones de Países Bajos, Grecia, Irlanda y Gibraltar.
| Equipo       | Pts | PJ | PG | PE | PP | GF | GC | Dif |
| ------------ | --- | -- | -- | -- | -- | -- | -- | --- |
| Francia      | 22  | 8  | 7  | 1  | 0  | 29 | 3  | +26 |
| Países Bajos | 18  | 8  | 6  | 0  | 2  | 17 | 7  | +10 |
| Grecia       | 13  | 8  | 4  | 1  | 3  | 14 | 8  | +6  |
| Irlanda      | 6   | 8  | 2  | 0  | 6  | 9  | 10 | -1  |
| Gibraltar    | 0   | 8  | 0  | 0  | 8  | 0  | 41 | -41 |

### Partidos
| Fecha                   | Ciudad      | Jornada |              |                             | Resultado  |                             |              |
| ----------------------- | ----------- | ------- | ------------ | --------------------------- | ---------- | --------------------------- | ------------ |
| 24 de marzo de 2023     | Saint-Denis | 1       | Francia      | Bandera de Francia          | 4:0 (3:0)  | Bandera de los Países Bajos | Países Bajos |
| 27 de marzo de 2023     | Dublín      | 2       | Irlanda      | Bandera de Irlanda          | 0:1 (0:0)  | Bandera de Francia          | Francia      |
| 16 de junio de 2023     | Faro Loulé  | 3       | Gibraltar    | Bandera de Gibraltar        | 0:3 (0:2)  | Bandera de Francia          | Francia      |
| 19 de junio de 2023     | Saint-Denis | 4       | Francia      | Bandera de Francia          | 1:0 (0:0)  | Bandera de Grecia           | Grecia       |
| 7 de septiembre de 2023 | Paris       | 5       | Francia      | Bandera de Francia          | 2:0 (1:0)  | Bandera de Irlanda          | Irlanda      |
| 13 de octubre de 2023   | Ámsterdam   | 7       | Países Bajos | Bandera de los Países Bajos | 1:2 (0:1)  | Bandera de Francia          | Francia      |
| 18 de noviembre de 2023 | Niza        | 9       | Francia      | Bandera de Francia          | 14:0 (7:0) | Bandera de Gibraltar        | Gibraltar    |
| 21 de noviembre de 2023 | Atenas      | 10      | Grecia       | Bandera de Grecia           | 2:2 (0:1)  | Bandera de Francia          | Francia      |

#### Francia vs. Países Bajos
| 24 de marzo de 2023 | Francia                                         | 4:0 (3:0) | Países Bajos | Estadio de Francia, Saint-Denis                                                       |                                                                                       |
| 20:45 (UTC+1)       | - Griezmann 2' - Upamecano 8' - Mbappé 21', 88' | Reporte   |              | Asistencia: 77 328 espectadores Árbitro(s): Maurizio Mariani VAR: Massimiliano Irrati | Asistencia: 77 328 espectadores Árbitro(s): Maurizio Mariani VAR: Massimiliano Irrati |

| Uniformes | Uniformes |
| --------- | --------- |
|           |           |

#### Irlanda vs. Francia
| 27 de marzo de 2023 | Irlanda | 0:1 (0:0) | Francia    | Estadio Aviva, Dublín                                                            |                                                                                  |
| 19:45 (UTC+1)       |         | Reporte   | Pavard 50' | Asistencia: 50 219 espectadores Árbitro(s): Artur Soares Dias VAR: Tiago Martins | Asistencia: 50 219 espectadores Árbitro(s): Artur Soares Dias VAR: Tiago Martins |

| Uniformes | Uniformes |
| --------- | --------- |
|           |           |

#### Gibraltar vs. Francia
| 16 de junio de 2023 | Gibraltar | 0:3 (0:2) | Francia                                                | Estadio Algarve, Faro-Loulé (Portugal)                                              |                                                                                     |
| 20:45 (UTC+1)       |           | Reporte   | - Giroud 3' - Mbappé 45+3' (pen.) - Mouelhi 78' (a.g.) | Asistencia: 4065 espectadores Árbitro(s): Evgeniy Aranovsky VAR: Bartosz Frankowski | Asistencia: 4065 espectadores Árbitro(s): Evgeniy Aranovsky VAR: Bartosz Frankowski |

| Uniformes | Uniformes |
| --------- | --------- |
|           |           |

#### Francia vs. Grecia
| 19 de junio de 2023 | Francia           | 1:0 (0:0) | Grecia | Estadio de Francia, Saint-Denis                                                   |                                                                                   |
| 20:45 (UTC+2)       | Mbappé 55' (pen.) | Reporte   |        | Asistencia: 76 500 espectadores Árbitro(s): Mateu Lahoz VAR: De Burgos Bengoetxea | Asistencia: 76 500 espectadores Árbitro(s): Mateu Lahoz VAR: De Burgos Bengoetxea |

| Uniformes | Uniformes |
| --------- | --------- |
|           |           |

#### Francia vs. Irlanda
| 7 de septiembre de 2023 | Francia                       | 2:0 (1:0) | Irlanda | Parque de los Príncipes, París                                                |                                                                               |
| 20:45 (UTC+2)           | - Tchouaméni 19' - Thuram 48' | Reporte   |         | Asistencia: 43 995 espectadores Árbitro(s): Urs Schnyder VAR: Bastian Dankert | Asistencia: 43 995 espectadores Árbitro(s): Urs Schnyder VAR: Bastian Dankert |

| Uniformes | Uniformes |
| --------- | --------- |
|           |           |

#### Países Bajos vs. Francia
| 13 de octubre de 2023 | Países Bajos | 1:2 (0:1) | Francia        | Johan Cruyff Arena, Ámsterdam                                                 |                                                                               |
| 20:45 (UTC+2)         | Hartman 83'  | Reporte   | Mbappé 7', 53' | Asistencia: 51 310 espectadores Árbitro(s): Felix Zwayer VAR: Bastian Dankert | Asistencia: 51 310 espectadores Árbitro(s): Felix Zwayer VAR: Bastian Dankert |

| Uniformes | Uniformes |
| --------- | --------- |
|           |           |

#### Francia vs. Gibraltar
| 18 de noviembre de 2023 | Francia | 14:0 (7:0) | Gibraltar | Allianz Riviera, Niza                                                       |                                                                             |
| 20:45 (UTC+1)           | - Santos 3' (a.g.) - M. Thuram 4' - Zaïre-Emery 16' - Mbappé 30' (pen.), 74', 82' - Clauss 34' - Coman 36', 65' - Fofana 37' - Rabiot 63' - Dembélé 73' - Giroud 89', 90+1' | Reporte    |           | Asistencia: 32 758 espectadores Árbitro(s): John Brooks VAR: Chris Kavanagh | Asistencia: 32 758 espectadores Árbitro(s): John Brooks VAR: Chris Kavanagh |

| Uniformes | Uniformes |
| --------- | --------- |
|           |           |

#### Grecia vs. Francia
| 21 de noviembre de 2023 | Grecia                          | 2:2 (0:1) | Francia                       | Estadio Agia Sofía, Atenas                                                  |                                                                             |
| 21:45 (UTC+2)           | - Bakasetas 56' - Ioannidis 61' | Reporte   | - Kolo Muani 42' - Fofana 74' | Asistencia: 24 820 espectadores Árbitro(s): Daniel Siebert VAR: Marco Fritz | Asistencia: 24 820 espectadores Árbitro(s): Daniel Siebert VAR: Marco Fritz |

| Uniformes | Uniformes |
| --------- | --------- |
|           |           |

## Preparación

### Partidos previos
| Fecha                    | Ciudad            | Competición |          |                     | Resultado |                       |            |
| ------------------------ | ----------------- | ----------- | -------- | ------------------- | --------- | --------------------- | ---------- |
| 12 de septiembre de 2023 | Dortmund          | Amistoso    | Alemania | Bandera de Alemania | 2:1 (1:0) | Bandera de Francia    | Francia    |
| 17 de octubre de 2023    | Villeneuve-d'Ascq | Amistoso    | Francia  | Bandera de Francia  | 4:1 (3:1) | Bandera de Escocia    | Escocia    |
| 23 de marzo de 2024      | Décines-Charpieu  | Amistoso    | Francia  | Bandera de Francia  | 0:2 (0:1) | Bandera de Alemania   | Alemania   |
| 26 de marzo de 2024      | Marsella          | Amistoso    | Francia  | Bandera de Francia  | 3:2 (2:1) | Bandera de Chile      | Chile      |
| 5 de junio de 2024       | Metz              | Amistoso    | Francia  | Bandera de Francia  | 3:0 (1:0) | Bandera de Luxemburgo | Luxemburgo |
| 9 de junio de 2024       | Burdeos           | Amistoso    | Francia  | Bandera de Francia  | 0:0       | Bandera de Canadá     | Canadá     |

### Amistosos previos
| 12 de septiembre de 2023 | Alemania               | 2:1 (1:0) | Francia         | Signal Iduna Park, Dortmund                                |                                                            |
| 20:00 (UTC+2)            | - Müller 4' - Sané 87' | Reporte   | - Griezmann 89' | Asistencia: 60 486 espectadores Árbitro(s): Anthony Taylor | Asistencia: 60 486 espectadores Árbitro(s): Anthony Taylor |

| Uniformes | Uniformes |
| --------- | --------- |
|           |           |

| 17 de octubre de 2023 | Francia                                          | 4:1 (3:1) | Escocia       | Decathlon Arena, Villeneuve-d'Ascq                         |                                                            |
| 20:00 (UTC+2)         | - Pavard 16' 24' - Mbappé 41' (pen.) - Coman 70' | Reporte   | - Gilmour 11' | Asistencia: 40 000 espectadores Árbitro(s): Tobias Stieler | Asistencia: 40 000 espectadores Árbitro(s): Tobias Stieler |

| Uniformes | Uniformes |
| --------- | --------- |
|           |           |

| 23 de marzo de 2024 | Francia | 0:2 (0:1) | Alemania                 | Parc Olympique Lyonnais, Décines-Charpieu                     |                                                               |
| 21:00 (UTC+1)       |         | Reporte   | - Wirtz 1' - Havertz 49' | Asistencia: 56 000 espectadores Árbitro(s): Jesús Gil Manzano | Asistencia: 56 000 espectadores Árbitro(s): Jesús Gil Manzano |

| Uniformes | Uniformes |
| --------- | --------- |
|           |           |

| 26 de marzo de 2024 | Francia                                    | 3:2 (2:1) | Chile                   | Estadio Vélodrome, Marsella                                |                                                            |
| 21:00 (UTC+1)       | - Fofana 19' - Kolo Muani 25' - Giroud 72' | Reporte   | - Núñez 3' - Osorio 82' | Asistencia: 60 000 espectadores Árbitro(s): Anthony Taylor | Asistencia: 60 000 espectadores Árbitro(s): Anthony Taylor |

| Uniformes | Uniformes |
| --------- | --------- |
|           |           |

| 5 de junio de 2024 | Francia                                    | 3:0 (1:0) | Luxemburgo | Stade Saint-Symphorien, Metz                                |                                                             |
| 21:00 (UTC+2)      | - Kolo Muani 43' - Clauss 78' - Mbappé 85' | Reporte   |            | Asistencia: 25 590 espectadores Árbitro(s): Lawrence Visser | Asistencia: 25 590 espectadores Árbitro(s): Lawrence Visser |

| Uniformes | Uniformes |
| --------- | --------- |
|           |           |

| 9 de junio de 2024 | Francia | 0:0     | Canadá | Matmut Atlantique, Burdeos                                  |                                                             |
| 21:15 (UTC+2)      |         | Reporte |        | Asistencia: 40 835 espectadores Árbitro(s): Fabio Verissimo | Asistencia: 40 835 espectadores Árbitro(s): Fabio Verissimo |

| Uniformes | Uniformes |
| --------- | --------- |
|           |           |

## Torneo
Tras el sorteo celebrado en Hamburgo el 23 de marzo de 2024 Francia quedó integrada en un Grupo D en el que también estarán Austria, Países Bajos y Polonia.

### Partidos
| Fecha       | Ciudad     | Instancia        |              |                             | Resultado    |                    |         |
| ----------- | ---------- | ---------------- | ------------ | --------------------------- | ------------ | ------------------ | ------- |
| 17 de junio | Düsseldorf | Fase de grupos   | Austria      | Bandera de Austria          | 0:1 (0:1)    | Bandera de Francia | Francia |
| 21 de junio | Leipzig    | Fase de grupos   | Países Bajos | Bandera de los Países Bajos | 0:0          | Bandera de Francia | Francia |
| 25 de junio | Dortmund   | Fase de grupos   | Francia      | Bandera de Francia          | 1:1 (0:0)    | Bandera de Polonia | Polonia |
| 1 de julio  | Düsseldorf | Octavos de final | Francia      | Bandera de Francia          | 1:0 (0:0)    | Bandera de Bélgica | Bélgica |
| 5 de julio  | Hamburgo   | Cuartos de final | Portugal     | Bandera de Portugal         | 0:0 (3:5 p.) | Bandera de Francia | Francia |
| 9 de julio  | Múnich     | Semifinales      | España       | Bandera de España           | 2:1 (2:1)    | Bandera de Francia | Francia |

### Primera fase
| Equipo       | Pts | PJ | PG | PE | PP | GF | GC | Dif |
| ------------ | --- | -- | -- | -- | -- | -- | -- | --- |
| Austria      | 6   | 3  | 2  | 0  | 1  | 6  | 4  | +2  |
| Francia      | 5   | 3  | 1  | 2  | 0  | 2  | 1  | +1  |
| Países Bajos | 4   | 3  | 1  | 1  | 1  | 4  | 4  | 0   |
| Polonia      | 1   | 3  | 0  | 1  | 2  | 3  | 6  | -3  |

|  | Clasificados a los Octavos de final.          |
|  | Posible clasificación a los Octavos de final. |

#### Austria vs. Francia
| 17 de junio de 2024, 21:00 | Austria | 0:1 (0:1) | Francia          | Düsseldorf Arena, Düsseldorf                                                  |                                                                               |
|                            |         | Reporte   | Wöber 38' (a.g.) | Asistencia: 46 425 espectadores Árbitro(s): Gil Manzano VAR: Martínez Munuera | Asistencia: 46 425 espectadores Árbitro(s): Gil Manzano VAR: Martínez Munuera |

| 13         | Guardameta     | Patrick Pentz         |       |
| 5          | Defensa        | Stefan Posch          |       |
| 4          | Defensa        | Kevin Danso           |       |
| 2          | Defensa        | Maximilian Wöber      | 59'   |
| 16         | Defensa        | Phillipp Mwene        | 88'   |
| 6          | Centrocampista | Nicolas Seiwald       |       |
| 9          | Centrocampista | Marcel Sabitzer       |       |
| 20         | Centrocampista | Konrad Laimer         | 90+1' |
| 19         | Centrocampista | Christoph Baumgartner | 71'   |
| 10         | Centrocampista | Florian Grillitsch    | 59'   |
| 11         | Delantero      | Michael Gregoritsch   | 59'   |
| Entrenador | Entrenador     | Ralf Rangnick         |       |

| 16         | Guardameta     | Mike Maignan      |     |
| 5          | Defensa        | Jules Koundé      |     |
| 4          | Defensa        | Dayot Upamecano   |     |
| 17         | Defensa        | William Saliba    |     |
| 22         | Defensa        | Theo Hernández    |     |
| 7          | Centrocampista | Antoine Griezmann | 90' |
| 13         | Centrocampista | N'Golo Kanté      |     |
| 14         | Centrocampista | Adrien Rabiot     | 71' |
| 11         | Delantero      | Ousmane Dembélé   | 71' |
| 10         | Delantero      | Kylian Mbappé     | 90' |
| 15         | Delantero      | Marcus Thuram     |     |
| Entrenador | Entrenador     | Didier Deschamps  |     |

| 3  | Defensa        | Gernot Trauner   | 59'   |
| 23 | Defensa        | Patrick Wimmer   | 59'   |
| 7  | Delantero      | Marko Arnautović | 59'   |
| 8  | Centrocampista | Alexander Prass  | 88'   |
| 18 | Centrocampista | Romano Schmid    | 90+1' |

| 6  | Centrocampista | Eduardo Camavinga | 71' |
| 12 | Delantero      | Randal Kolo Muani | 71' |
| 19 | Centrocampista | Youssouf Fofana   | 90' |
| 9  | Delantero      | Olivier Giroud    | 90' |

| Anotado · Autogol | 38' | Maximilian Wöber | 0:1 |

| Amonestado | 16'   | Maximilian Wöber      |
| Amonestado | 34'   | Phillipp Mwene        |
| Amonestado | 79'   | Christoph Baumgartner |
| Amonestado | 84'   | Konrad Laimer         |
| Amonestado | 90+3' | Kevin Danso           |

| Amonestado | 56' | Ousmane Dembélé |
| Amonestado | 90' | Kylian Mbappé   |

| Árbitro                                            | Gil Manzano                        |
| Árbitros asistentes                                | Diego Barbero Sevilla              |
| Árbitros asistentes                                | Ángel Nevado Rodríguez             |
| Cuarto árbitro                                     | Mykola Balakin                     |
| Quinto árbitro                                     | Oleksandr Berkut                   |
| Árbitro asistente de video                         | Juan Martínez Munuera              |
| Árbitros asistentes del árbitro asistente de video | Alejandro José Hernández Hernández |
| Árbitros asistentes del árbitro asistente de video | Tiago Martins                      |

| 13         | Guardameta     | Patrick Pentz         |       |
| 5          | Defensa        | Stefan Posch          |       |
| 4          | Defensa        | Kevin Danso           |       |
| 2          | Defensa        | Maximilian Wöber      | 59'   |
| 16         | Defensa        | Phillipp Mwene        | 88'   |
| 6          | Centrocampista | Nicolas Seiwald       |       |
| 9          | Centrocampista | Marcel Sabitzer       |       |
| 20         | Centrocampista | Konrad Laimer         | 90+1' |
| 19         | Centrocampista | Christoph Baumgartner | 71'   |
| 10         | Centrocampista | Florian Grillitsch    | 59'   |
| 11         | Delantero      | Michael Gregoritsch   | 59'   |
| Entrenador | Entrenador     | Ralf Rangnick         |       |

| 16         | Guardameta     | Mike Maignan      |     |
| 5          | Defensa        | Jules Koundé      |     |
| 4          | Defensa        | Dayot Upamecano   |     |
| 17         | Defensa        | William Saliba    |     |
| 22         | Defensa        | Theo Hernández    |     |
| 7          | Centrocampista | Antoine Griezmann | 90' |
| 13         | Centrocampista | N'Golo Kanté      |     |
| 14         | Centrocampista | Adrien Rabiot     | 71' |
| 11         | Delantero      | Ousmane Dembélé   | 71' |
| 10         | Delantero      | Kylian Mbappé     | 90' |
| 15         | Delantero      | Marcus Thuram     |     |
| Entrenador | Entrenador     | Didier Deschamps  |     |

| 3  | Defensa        | Gernot Trauner   | 59'   |
| 23 | Defensa        | Patrick Wimmer   | 59'   |
| 7  | Delantero      | Marko Arnautović | 59'   |
| 8  | Centrocampista | Alexander Prass  | 88'   |
| 18 | Centrocampista | Romano Schmid    | 90+1' |

| 6  | Centrocampista | Eduardo Camavinga | 71' |
| 12 | Delantero      | Randal Kolo Muani | 71' |
| 19 | Centrocampista | Youssouf Fofana   | 90' |
| 9  | Delantero      | Olivier Giroud    | 90' |

| Anotado · Autogol | 38' | Maximilian Wöber | 0:1 |

| Amonestado | 16'   | Maximilian Wöber      |
| Amonestado | 34'   | Phillipp Mwene        |
| Amonestado | 79'   | Christoph Baumgartner |
| Amonestado | 84'   | Konrad Laimer         |
| Amonestado | 90+3' | Kevin Danso           |

| Amonestado | 56' | Ousmane Dembélé |
| Amonestado | 90' | Kylian Mbappé   |

| Árbitro                                            | Gil Manzano                        |
| Árbitros asistentes                                | Diego Barbero Sevilla              |
| Árbitros asistentes                                | Ángel Nevado Rodríguez             |
| Cuarto árbitro                                     | Mykola Balakin                     |
| Quinto árbitro                                     | Oleksandr Berkut                   |
| Árbitro asistente de video                         | Juan Martínez Munuera              |
| Árbitros asistentes del árbitro asistente de video | Alejandro José Hernández Hernández |
| Árbitros asistentes del árbitro asistente de video | Tiago Martins                      |

| Estadísticas      | Bandera de Austria | Bandera de Francia |
| Tiros             | 7                  | 14                 |
| Tiros a puerta    | 3                  | 3                  |
| Faltas            | 18                 | 10                 |
| Saques de esquina | 6                  | 2                  |
| Penaltis          | 0                  | 0                  |
| Fueras de juego   | 0                  | 1                  |
| Posesión de balón | 51%                | 49%                |

#### Países Bajos vs. Francia
| 21 de junio de 2024, 21:00 | Países Bajos | 0:0     | Francia | Leipzig Stadium, Leipzig                                                       |                                                                                |
|                            |              | Reporte |         | Asistencia: 38 531 espectadores Árbitro(s): Anthony Taylor VAR: Stuart Attwell | Asistencia: 38 531 espectadores Árbitro(s): Anthony Taylor VAR: Stuart Attwell |

| 1          | Guardameta     | Bart Verbruggen   |     |
| 22         | Defensa        | Denzel Dumfries   |     |
| 6          | Defensa        | Stefan de Vrij    |     |
| 4          | Defensa        | Virgil van Dijk   |     |
| 5          | Defensa        | Nathan Aké        |     |
| 24         | Centrocampista | Jerdy Schouten    | 73' |
| 7          | Centrocampista | Xavi Simons       | 73' |
| 14         | Centrocampista | Tijjani Reijnders |     |
| 12         | Delantero      | Jeremie Frimpong  | 73' |
| 10         | Delantero      | Memphis Depay     | 79' |
| 11         | Delantero      | Cody Gakpo        |     |
| Entrenador | Entrenador     | Ronald Koeman     |     |

| 16         | Guardameta     | Mike Maignan        |     |
| 5          | Defensa        | Jules Koundé        |     |
| 4          | Defensa        | Dayot Upamecano     |     |
| 17         | Defensa        | William Saliba      |     |
| 22         | Defensa        | Theo Hernández      |     |
| 8          | Centrocampista | Aurélien Tchouaméni |     |
| 13         | Centrocampista | N'Golo Kanté        |     |
| 14         | Centrocampista | Adrien Rabiot       |     |
| 11         | Delantero      | Ousmane Dembélé     | 75' |
| 15         | Delantero      | Marcus Thuram       | 75' |
| 7          | Delantero      | Antoine Griezmann   |     |
| Entrenador | Entrenador     | Didier Deschamps    |     |

| 2  | Defensa        | Lutsharel Geertruida | 73' |
| 8  | Centrocampista | Georginio Wijnaldum  | 73' |
| 16 | Centrocampista | Joey Veerman         | 73' |
| 9  | Delantero      | Wout Weghorst        | 79' |

| 9  | Delantero | Olivier Giroud | 75' |
| 20 | Delantero | Kingsley Coman | 75' |

| Amonestado | 31' | Jerdy Schouten |

| Árbitro                                            | Anthony Taylor |
| Árbitros asistentes                                | Gary Beswick   |
| Árbitros asistentes                                | Adam Nunn      |
| Cuarto árbitro                                     | Glenn Nyberg   |
| Quinto árbitro                                     | Mahbod Beigi   |
| Árbitro asistente de video                         | Stuart Attwell |
| Árbitros asistentes del árbitro asistente de video | Fedayi San     |
| Árbitros asistentes del árbitro asistente de video | Marco Fritz    |

| 1          | Guardameta     | Bart Verbruggen   |     |
| 22         | Defensa        | Denzel Dumfries   |     |
| 6          | Defensa        | Stefan de Vrij    |     |
| 4          | Defensa        | Virgil van Dijk   |     |
| 5          | Defensa        | Nathan Aké        |     |
| 24         | Centrocampista | Jerdy Schouten    | 73' |
| 7          | Centrocampista | Xavi Simons       | 73' |
| 14         | Centrocampista | Tijjani Reijnders |     |
| 12         | Delantero      | Jeremie Frimpong  | 73' |
| 10         | Delantero      | Memphis Depay     | 79' |
| 11         | Delantero      | Cody Gakpo        |     |
| Entrenador | Entrenador     | Ronald Koeman     |     |

| 16         | Guardameta     | Mike Maignan        |     |
| 5          | Defensa        | Jules Koundé        |     |
| 4          | Defensa        | Dayot Upamecano     |     |
| 17         | Defensa        | William Saliba      |     |
| 22         | Defensa        | Theo Hernández      |     |
| 8          | Centrocampista | Aurélien Tchouaméni |     |
| 13         | Centrocampista | N'Golo Kanté        |     |
| 14         | Centrocampista | Adrien Rabiot       |     |
| 11         | Delantero      | Ousmane Dembélé     | 75' |
| 15         | Delantero      | Marcus Thuram       | 75' |
| 7          | Delantero      | Antoine Griezmann   |     |
| Entrenador | Entrenador     | Didier Deschamps    |     |

| 2  | Defensa        | Lutsharel Geertruida | 73' |
| 8  | Centrocampista | Georginio Wijnaldum  | 73' |
| 16 | Centrocampista | Joey Veerman         | 73' |
| 9  | Delantero      | Wout Weghorst        | 79' |

| 9  | Delantero | Olivier Giroud | 75' |
| 20 | Delantero | Kingsley Coman | 75' |

| Amonestado | 31' | Jerdy Schouten |

| Árbitro                                            | Anthony Taylor |
| Árbitros asistentes                                | Gary Beswick   |
| Árbitros asistentes                                | Adam Nunn      |
| Cuarto árbitro                                     | Glenn Nyberg   |
| Quinto árbitro                                     | Mahbod Beigi   |
| Árbitro asistente de video                         | Stuart Attwell |
| Árbitros asistentes del árbitro asistente de video | Fedayi San     |
| Árbitros asistentes del árbitro asistente de video | Marco Fritz    |

| Estadísticas      | Bandera de los Países Bajos | Bandera de Francia |
| Tiros             | 8                           | 16                 |
| Tiros a puerta    | 4                           | 3                  |
| Faltas            | 13                          | 8                  |
| Saques de esquina | 3                           | 6                  |
| Penaltis          | 0                           | 0                  |
| Fueras de juego   | 4                           | 0                  |
| Posesión de balón | 42%                         | 58%                |

#### Francia vs. Polonia
| Jornada 3; 25 de junio | Francia             | 1:1 (0:0) | Polonia                  | BVB Stadion Dortmund, Dortmund                                                   |                                                                                  |
| 18:00 (UTC+2)          | - Mbappé 56' (pen.) | Reporte   | - Lewandowski 79' (pen.) | Asistencia: 59 728 espectadores Árbitro(s): Marco Guida VAR: Massimiliano Irrati | Asistencia: 59 728 espectadores Árbitro(s): Marco Guida VAR: Massimiliano Irrati |

| 16         | Guardameta     | Mike Maignan        |     |
| 5          | Defensa        | Jules Koundé        |     |
| 4          | Defensa        | Dayot Upamecano     |     |
| 17         | Defensa        | William Saliba      |     |
| 22         | Defensa        | Theo Hernández      |     |
| 8          | Centrocampista | Aurélien Tchouaméni | 81' |
| 13         | Centrocampista | N'Golo Kanté        | 61' |
| 14         | Centrocampista | Adrien Rabiot       | 61' |
| 11         | Delantero      | Ousmane Dembélé     | 86' |
| 10         | Delantero      | Kylian Mbappé       |     |
| 25         | Delantero      | Bradley Barcola     | 61' |
| Entrenador | Entrenador     | Didier Deschamps    |     |

| 12         | Guardameta     | Łukasz Skorupski      |     |
| 5          | Defensa        | Jan Bednarek          |     |
| 3          | Defensa        | Paweł Dawidowicz      |     |
| 14         | Defensa        | Jakub Kiwior          |     |
| 19         | Centrocampista | Przemysław Frankowski |     |
| 8          | Centrocampista | Jakub Moder           |     |
| 10         | Centrocampista | Piotr Zieliński       |     |
| 21         | Centrocampista | Nicola Zalewski       | 68' |
| 20         | Centrocampista | Sebastian Szymański   | 68' |
| 26         | Centrocampista | Kacper Urbański       |     |
| 9          | Delantero      | Robert Lewandowski    |     |
| Entrenador | Entrenador     | Michał Probierz       |     |

| 6  | Centrocampista | Eduardo Camavinga | 61' |
| 7  | Delantero      | Antoine Griezmann | 61' |
| 9  | Delantero      | Olivier Giroud    | 61' |
| 19 | Centrocampista | Youssouf Fofana   | 81' |
| 12 | Delantero      | Randal Kolo Muani | 86' |

| 7  | Delantero      | Karol Świderski | 68' |
| 25 | Centrocampista | Michał Skóraś   | 68' |

| Anotado · Penal | 56' | Kylian Mbappé | 1:0 |

| Anotado · Penal | 79' | Robert Lewandowski | 1:1 |

| Amonestado | 43' | Adrien Rabiot |

| Amonestado | 24'   | Nicola Zalewski  |
| Amonestado | 53'   | Michał Probierz  |
| Amonestado | 89'   | Paweł Dawidowicz |
| Amonestado | 90+2' | Karol Świderski  |

| Árbitro             | Marco Guida         |
| Árbitros asistentes | Filippo Meli        |
| Árbitros asistentes | Giorgio Peretti     |
| Cuarto árbitro      | Rade Obrenović      |
| Quinto árbitro      | Jure Praprotnik     |
| VAR                 | Massimiliano Irrati |
| Adicional VAR       | Cătălin Popa        |
| Adicional VAR       | Tiago Martins       |

| 16         | Guardameta     | Mike Maignan        |     |
| 5          | Defensa        | Jules Koundé        |     |
| 4          | Defensa        | Dayot Upamecano     |     |
| 17         | Defensa        | William Saliba      |     |
| 22         | Defensa        | Theo Hernández      |     |
| 8          | Centrocampista | Aurélien Tchouaméni | 81' |
| 13         | Centrocampista | N'Golo Kanté        | 61' |
| 14         | Centrocampista | Adrien Rabiot       | 61' |
| 11         | Delantero      | Ousmane Dembélé     | 86' |
| 10         | Delantero      | Kylian Mbappé       |     |
| 25         | Delantero      | Bradley Barcola     | 61' |
| Entrenador | Entrenador     | Didier Deschamps    |     |

| 12         | Guardameta     | Łukasz Skorupski      |     |
| 5          | Defensa        | Jan Bednarek          |     |
| 3          | Defensa        | Paweł Dawidowicz      |     |
| 14         | Defensa        | Jakub Kiwior          |     |
| 19         | Centrocampista | Przemysław Frankowski |     |
| 8          | Centrocampista | Jakub Moder           |     |
| 10         | Centrocampista | Piotr Zieliński       |     |
| 21         | Centrocampista | Nicola Zalewski       | 68' |
| 20         | Centrocampista | Sebastian Szymański   | 68' |
| 26         | Centrocampista | Kacper Urbański       |     |
| 9          | Delantero      | Robert Lewandowski    |     |
| Entrenador | Entrenador     | Michał Probierz       |     |

| 6  | Centrocampista | Eduardo Camavinga | 61' |
| 7  | Delantero      | Antoine Griezmann | 61' |
| 9  | Delantero      | Olivier Giroud    | 61' |
| 19 | Centrocampista | Youssouf Fofana   | 81' |
| 12 | Delantero      | Randal Kolo Muani | 86' |

| 7  | Delantero      | Karol Świderski | 68' |
| 25 | Centrocampista | Michał Skóraś   | 68' |

| Anotado · Penal | 56' | Kylian Mbappé | 1:0 |

| Anotado · Penal | 79' | Robert Lewandowski | 1:1 |

| Amonestado | 43' | Adrien Rabiot |

| Amonestado | 24'   | Nicola Zalewski  |
| Amonestado | 53'   | Michał Probierz  |
| Amonestado | 89'   | Paweł Dawidowicz |
| Amonestado | 90+2' | Karol Świderski  |

| Árbitro             | Marco Guida         |
| Árbitros asistentes | Filippo Meli        |
| Árbitros asistentes | Giorgio Peretti     |
| Cuarto árbitro      | Rade Obrenović      |
| Quinto árbitro      | Jure Praprotnik     |
| VAR                 | Massimiliano Irrati |
| Adicional VAR       | Cătălin Popa        |
| Adicional VAR       | Tiago Martins       |

| Estadísticas      | Bandera de Francia | Bandera de Polonia |
| Tiros             | 19                 | 10                 |
| Tiros a puerta    | 8                  | 3                  |
| Faltas            | 12                 | 15                 |
| Saques de esquina | 11                 | 3                  |
| Penaltis          | 1                  | 1                  |
| Fueras de juego   | 1                  | 0                  |
| Posesión de balón | 56%                | 44%                |

### Francia vs. Bélgica
| 1 de julio de 2024, 18:00 | Francia               | 1:0 (0:0) | Bélgica | Düsseldorf Arena, Düsseldorf                                                 |                                                                              |
|                           | Vertonghen 85' (a.g.) | Reporte   |         | Asistencia: 46 810 espectadores Árbitro(s): Glenn Nyberg VAR: Pol van Boekel | Asistencia: 46 810 espectadores Árbitro(s): Glenn Nyberg VAR: Pol van Boekel |

| 16         | Guardameta     | Mike Maignan        |     |
| 5          | Defensa        | Jules Koundé        |     |
| 4          | Defensa        | Dayot Upamecano     |     |
| 17         | Defensa        | William Saliba      |     |
| 22         | Defensa        | Theo Hernandez      |     |
| 13         | Centrocampista | N'Golo Kanté        |     |
| 8          | Centrocampista | Aurélien Tchouaméni |     |
| 14         | Centrocampista | Adrien Rabiot       |     |
| 7          | Centrocampista | Antoine Griezmann   |     |
| 15         | Delantero      | Marcus Thuram       | 63' |
| 10         | Delantero      | Kylian Mbappé       |     |
| Entrenador | Entrenador     | Didier Deschamps    |     |

| 1          | Guardameta     | Koen Casteels    |     |
| 21         | Defensa        | Timothy Castagne | 88' |
| 4          | Defensa        | Wout Faes        |     |
| 5          | Defensa        | Jan Vertonghen   |     |
| 3          | Defensa        | Arthur Theate    |     |
| 7          | Centrocampista | Kevin De Bruyne  |     |
| 24         | Centrocampista | Amadou Onana     |     |
| 11         | Centrocampista | Yannick Carrasco | 88' |
| 20         | Delantero      | Loïs Openda      | 63' |
| 10         | Delantero      | Romelu Lukaku    |     |
| 22         | Delantero      | Jérémy Doku      |     |
| Entrenador | Entrenador     | Domenico Tedesco |     |

| 12 | Delantero | Randal Kolo Muani | 62' |

| 18 | Centrocampista | Orel Mangala         | 63' |
| 17 | Delantero      | Charles De Ketelaere | 88' |
| 14 | Delantero      | Dodi Lukebakio       | 88' |

| Anotado · Autogol | 85' | Jan Vertonghen | 1:0 |

| Amonestado | 14' | Aurélien Tchouaméni |
| Amonestado | 23' | Antoine Griezmann   |
| Amonestado | 24' | Adrien Rabiot       |

| Amonestado | 56' | Ousmane Dembélé  |
| Amonestado | 76' | Jan Vertonghen   |
| Amonestado | 76' | Domenico Tedesco |

| Árbitro                                            | Glenn Nyberg       |
| Árbitros asistentes                                | Mahmood Beigi      |
| Árbitros asistentes                                | Andreas Söderkvist |
| Cuarto árbitro                                     | Donatas Rumšas     |
| Quinto árbitro                                     | Alexander Radiuš   |
| Árbitro asistente de video                         | Pol van Boekel     |
| Árbitros asistentes del árbitro asistente de video | Bartosz Frankowski |
| Árbitros asistentes del árbitro asistente de video | Rob Dieperink      |

| 16         | Guardameta     | Mike Maignan        |     |
| 5          | Defensa        | Jules Koundé        |     |
| 4          | Defensa        | Dayot Upamecano     |     |
| 17         | Defensa        | William Saliba      |     |
| 22         | Defensa        | Theo Hernandez      |     |
| 13         | Centrocampista | N'Golo Kanté        |     |
| 8          | Centrocampista | Aurélien Tchouaméni |     |
| 14         | Centrocampista | Adrien Rabiot       |     |
| 7          | Centrocampista | Antoine Griezmann   |     |
| 15         | Delantero      | Marcus Thuram       | 63' |
| 10         | Delantero      | Kylian Mbappé       |     |
| Entrenador | Entrenador     | Didier Deschamps    |     |

| 1          | Guardameta     | Koen Casteels    |     |
| 21         | Defensa        | Timothy Castagne | 88' |
| 4          | Defensa        | Wout Faes        |     |
| 5          | Defensa        | Jan Vertonghen   |     |
| 3          | Defensa        | Arthur Theate    |     |
| 7          | Centrocampista | Kevin De Bruyne  |     |
| 24         | Centrocampista | Amadou Onana     |     |
| 11         | Centrocampista | Yannick Carrasco | 88' |
| 20         | Delantero      | Loïs Openda      | 63' |
| 10         | Delantero      | Romelu Lukaku    |     |
| 22         | Delantero      | Jérémy Doku      |     |
| Entrenador | Entrenador     | Domenico Tedesco |     |

| 12 | Delantero | Randal Kolo Muani | 62' |

| 18 | Centrocampista | Orel Mangala         | 63' |
| 17 | Delantero      | Charles De Ketelaere | 88' |
| 14 | Delantero      | Dodi Lukebakio       | 88' |

| Anotado · Autogol | 85' | Jan Vertonghen | 1:0 |

| Amonestado | 14' | Aurélien Tchouaméni |
| Amonestado | 23' | Antoine Griezmann   |
| Amonestado | 24' | Adrien Rabiot       |

| Amonestado | 56' | Ousmane Dembélé  |
| Amonestado | 76' | Jan Vertonghen   |
| Amonestado | 76' | Domenico Tedesco |

| Árbitro                                            | Glenn Nyberg       |
| Árbitros asistentes                                | Mahmood Beigi      |
| Árbitros asistentes                                | Andreas Söderkvist |
| Cuarto árbitro                                     | Donatas Rumšas     |
| Quinto árbitro                                     | Alexander Radiuš   |
| Árbitro asistente de video                         | Pol van Boekel     |
| Árbitros asistentes del árbitro asistente de video | Bartosz Frankowski |
| Árbitros asistentes del árbitro asistente de video | Rob Dieperink      |

| Estadísticas      | Bandera de Francia | Bandera de Bélgica |
| Tiros             | 20                 | 5                  |
| Tiros a puerta    | 2                  | 2                  |
| Faltas            | 7                  | 10                 |
| Saques de esquina | 5                  | 2                  |
| Penaltis          | 0                  | 0                  |
| Fueras de juego   | 1                  | 0                  |
| Posesión de balón | 52%                | 48%                |

### Portugal vs. Francia
| 5 de julio de 2024, 21:00 | Portugal                           | 0:0 (t. s.)(3:5 p.)        | Francia                                           | Volksparkstadion, Hamburgo                                                     |                                                                                |
|                           |                                    | Reporte                    |                                                   | Asistencia: 47 789 espectadores Árbitro(s): Michael Oliver VAR: Pol van Boekel | Asistencia: 47 789 espectadores Árbitro(s): Michael Oliver VAR: Pol van Boekel |
|                           |                                    | Tiros desde el punto penal |                                                   |                                                                                |                                                                                |
|                           | - Ronaldo - Silva - Félix - Mendes |                            | - Dembélé - Fofana - Koundé - Barcola - Hernandez |                                                                                |                                                                                |

| 22         | Guardameta     | Diogo Costa       |       |
| 20         | Defensa        | João Cancelo      | 74'   |
| 3          | Defensa        | Pepe              |       |
| 4          | Defensa        | Rúben Dias        |       |
| 19         | Defensa        | Nuno Mendes       |       |
| 23         | Centrocampista | Vitinha           | 119'  |
| 6          | Centrocampista | João Palhinha     | 90+2' |
| 8          | Centrocampista | Bruno Fernandes   | 74'   |
| 10         | Delantero      | Bernardo Silva    |       |
| 7          | Delantero      | Cristiano Ronaldo |       |
| 17         | Delantero      | Rafael Leão       | 106'  |
| Entrenador | Entrenador     | Roberto Martínez  |       |

| 16         | Guardameta     | Mike Maignan        |      |
| 5          | Defensa        | Jules Koundé        |      |
| 4          | Defensa        | Dayot Upamecano     |      |
| 17         | Defensa        | William Saliba      |      |
| 22         | Defensa        | Theo Hernandez      |      |
| 13         | Centrocampista | N'Golo Kanté        |      |
| 8          | Centrocampista | Aurélien Tchouaméni |      |
| 6          | Centrocampista | Eduardo Camavinga   | 91'  |
| 7          | Centrocampista | Antoine Griezmann   | 67'  |
| 12         | Delantero      | Randal Kolo Muani   | 86'  |
| 10         | Delantero      | Kylian Mbappé       | 106' |
| Entrenador | Entrenador     | Didier Deschamps    |      |

| 2  | Defensa        | Nélson Semedo       | 74'   |
| 26 | Delantero      | Francisco Conceição | 74'   |
| 18 | Centrocampista | Rúben Neves         | 90+2' |
| 11 | Delantero      | João Félix          | 106'  |
| 16 | Centrocampista | Matheus Nunes       | 119'  |

| 11 | Delantero      | Ousmane Dembélé | 67'  |
| 15 | Delantero      | Marcus Thuram   | 86'  |
| 19 | Centrocampista | Youssouf Fofana | 91'  |
| 25 | Delantero      | Bradley Barcola | 106' |

|                   |                       | 0:1 | Acierto de penal | Ousmane Dembélé |
| Cristiano Ronaldo | Acierto de penal      | 1:1 |                  |                 |
|                   |                       | 1:2 | Acierto de penal | Youssouf Fofana |
| Bernardo Silva    | Acierto de penal      | 2:2 |                  |                 |
|                   |                       | 2:3 | Acierto de penal | Jules Koundé    |
| João Félix        | Fallo de penal (palo) | 2:3 |                  |                 |
|                   |                       | 2:4 | Acierto de penal | Bradley Barcola |
| Nuno Mendes       | Acierto de penal      | 3:4 |                  |                 |
|                   |                       | 3:5 | Acierto de penal | Theo Hernandez  |
|                   |                       |     |                  |                 |

| Amonestado | 107' | João Cancelo |

| Amonestado | 79' | João Palhinha  |
| Amonestado | 84' | William Saliba |

| Árbitro                                            | Michael Oliver     |
| Árbitros asistentes                                | Stuart Burt        |
| Árbitros asistentes                                | Daniel Cook        |
| Cuarto árbitro                                     | Szymon Marciniak   |
| Quinto árbitro                                     | Tomasz Listkiewicz |
| Árbitro asistente de video                         | Pol van Boekel     |
| Árbitros asistentes del árbitro asistente de video | David Coote        |
| Árbitros asistentes del árbitro asistente de video | Tomasz Kwiatkowski |

| 22         | Guardameta     | Diogo Costa       |       |
| 20         | Defensa        | João Cancelo      | 74'   |
| 3          | Defensa        | Pepe              |       |
| 4          | Defensa        | Rúben Dias        |       |
| 19         | Defensa        | Nuno Mendes       |       |
| 23         | Centrocampista | Vitinha           | 119'  |
| 6          | Centrocampista | João Palhinha     | 90+2' |
| 8          | Centrocampista | Bruno Fernandes   | 74'   |
| 10         | Delantero      | Bernardo Silva    |       |
| 7          | Delantero      | Cristiano Ronaldo |       |
| 17         | Delantero      | Rafael Leão       | 106'  |
| Entrenador | Entrenador     | Roberto Martínez  |       |

| 16         | Guardameta     | Mike Maignan        |      |
| 5          | Defensa        | Jules Koundé        |      |
| 4          | Defensa        | Dayot Upamecano     |      |
| 17         | Defensa        | William Saliba      |      |
| 22         | Defensa        | Theo Hernandez      |      |
| 13         | Centrocampista | N'Golo Kanté        |      |
| 8          | Centrocampista | Aurélien Tchouaméni |      |
| 6          | Centrocampista | Eduardo Camavinga   | 91'  |
| 7          | Centrocampista | Antoine Griezmann   | 67'  |
| 12         | Delantero      | Randal Kolo Muani   | 86'  |
| 10         | Delantero      | Kylian Mbappé       | 106' |
| Entrenador | Entrenador     | Didier Deschamps    |      |

| 2  | Defensa        | Nélson Semedo       | 74'   |
| 26 | Delantero      | Francisco Conceição | 74'   |
| 18 | Centrocampista | Rúben Neves         | 90+2' |
| 11 | Delantero      | João Félix          | 106'  |
| 16 | Centrocampista | Matheus Nunes       | 119'  |

| 11 | Delantero      | Ousmane Dembélé | 67'  |
| 15 | Delantero      | Marcus Thuram   | 86'  |
| 19 | Centrocampista | Youssouf Fofana | 91'  |
| 25 | Delantero      | Bradley Barcola | 106' |

|                   |                       | 0:1 | Acierto de penal | Ousmane Dembélé |
| Cristiano Ronaldo | Acierto de penal      | 1:1 |                  |                 |
|                   |                       | 1:2 | Acierto de penal | Youssouf Fofana |
| Bernardo Silva    | Acierto de penal      | 2:2 |                  |                 |
|                   |                       | 2:3 | Acierto de penal | Jules Koundé    |
| João Félix        | Fallo de penal (palo) | 2:3 |                  |                 |
|                   |                       | 2:4 | Acierto de penal | Bradley Barcola |
| Nuno Mendes       | Acierto de penal      | 3:4 |                  |                 |
|                   |                       | 3:5 | Acierto de penal | Theo Hernandez  |
|                   |                       |     |                  |                 |

| Amonestado | 107' | João Cancelo |

| Amonestado | 79' | João Palhinha  |
| Amonestado | 84' | William Saliba |

| Árbitro                                            | Michael Oliver     |
| Árbitros asistentes                                | Stuart Burt        |
| Árbitros asistentes                                | Daniel Cook        |
| Cuarto árbitro                                     | Szymon Marciniak   |
| Quinto árbitro                                     | Tomasz Listkiewicz |
| Árbitro asistente de video                         | Pol van Boekel     |
| Árbitros asistentes del árbitro asistente de video | David Coote        |
| Árbitros asistentes del árbitro asistente de video | Tomasz Kwiatkowski |

| Estadísticas      | Bandera de Portugal | Bandera de Francia |
| Tiros             | 15                  | 20                 |
| Tiros a puerta    | 4                   | 5                  |
| Faltas            | 8                   | 13                 |
| Saques de esquina | 11                  | 4                  |
| Penaltis          | 0                   | 0                  |
| Fueras de juego   | 1                   | 2                  |
| Posesión de balón | 63%                 | 37%                |

### Semifinales

#### España vs. Francia
| 9 de julio de 2024, 21:00 | España                 | 2:1 (2:1) | Francia       | Allianz Arena, Múnich                                                          |                                                                                |
| | - Yamal 21' - Olmo 25' | Reporte   | Kolo Muani 8' | Asistencia: 62 042 espectadores Árbitro(s): Slavko Vinčić VAR: Nejc Kajtazovic | Asistencia: 62 042 espectadores Árbitro(s): Slavko Vinčić VAR: Nejc Kajtazovic |
| Lamine Yamal se convierte en el jugador más joven (16 años y 362 días) en marcar un gol en la historia de la Eurocopa, superando el registro que poseía Johan Vonlanthen (18 años y 141 días). |                        |           |               |                                                                                |                                                                                |

| 23         | Guardameta     | Unai Simón        |       |
| 22         | Defensa        | Jesús Navas       | 58'   |
| 4          | Defensa        | Nacho             |       |
| 14         | Defensa        | Aymeric Laporte   |       |
| 24         | Defensa        | Marc Cucurella    |       |
| 16         | Centrocampista | Rodri Hernández   |       |
| 8          | Centrocampista | Fabián            |       |
| 19         | Centrocampista | Lamine Yamal      | 90+4' |
| 10         | Centrocampista | Dani Olmo         | 76'   |
| 17         | Centrocampista | Nico Williams     | 90+3' |
| 7          | Delantero      | Álvaro Morata     | 76'   |
| Entrenador | Entrenador     | Luis de la Fuente |       |

| 16         | Guardameta     | Mike Maignan        |     |
| 5          | Defensa        | Jules Koundé        |     |
| 4          | Defensa        | Dayot Upamecano     |     |
| 17         | Defensa        | William Saliba      |     |
| 22         | Defensa        | Theo Hernández      |     |
| 13         | Centrocampista | N'Golo Kanté        | 62' |
| 8          | Centrocampista | Aurélien Tchouaméni |     |
| 14         | Centrocampista | Adrien Rabiot       | 62' |
| 11         | Delantero      | Ousmane Dembélé     | 79' |
| 12         | Delantero      | Randal Kolo Muani   | 62' |
| 10         | Delantero      | Kylian Mbappé       |     |
| Entrenador | Entrenador     | Didier Deschamps    |     |

| 5  | Defensa        | Dani Vivian      | 58'   |
| 21 | Delantero      | Mikel Oyarzabal  | 76'   |
| 6  | Centrocampista | Mikel Merino     | 76'   |
| 18 | Centrocampista | Martín Zubimendi | 90+3' |
| 11 | Delantero      | Ferran Torres    | 90+4' |

| 6  | Centrocampista | Eduardo Camavinga | 62' |
| 7  | Delantero      | Antoine Griezmann | 62' |
| 25 | Delantero      | Bradley Barcola   | 62' |
| 9  | Delantero      | Olivier Giroud    | 79' |

| Anotado | 21' | Lamine Yamal | 1:1 |
| Anotado | 25' | Dani Olmo    | 2:1 |

| Anotado | 8' | Randal Kolo Muani | 0:1 |

| Amonestado | 14'   | Jesús Navas  |
| Amonestado | 90+1' | Lamine Yamal |

| Amonestado | 60' | Aurélien Tchouaméni |
| Amonestado | 89' | Eduardo Camavinga   |

| Árbitro                                            | Slavko Vinčić       |
| Árbitros asistentes                                | Tomaž Klančnik      |
| Árbitros asistentes                                | Andraž Kovačič      |
| Cuarto árbitro                                     | Ivan Kružliak       |
| Árbitro asistente de video                         | Nejc Kajtazovic     |
| Árbitros asistentes del árbitro asistente de video | Paolo Valeri        |
| Árbitros asistentes del árbitro asistente de video | Massimiliano Irrati |

| 23         | Guardameta     | Unai Simón        |       |
| 22         | Defensa        | Jesús Navas       | 58'   |
| 4          | Defensa        | Nacho             |       |
| 14         | Defensa        | Aymeric Laporte   |       |
| 24         | Defensa        | Marc Cucurella    |       |
| 16         | Centrocampista | Rodri Hernández   |       |
| 8          | Centrocampista | Fabián            |       |
| 19         | Centrocampista | Lamine Yamal      | 90+4' |
| 10         | Centrocampista | Dani Olmo         | 76'   |
| 17         | Centrocampista | Nico Williams     | 90+3' |
| 7          | Delantero      | Álvaro Morata     | 76'   |
| Entrenador | Entrenador     | Luis de la Fuente |       |

| 16         | Guardameta     | Mike Maignan        |     |
| 5          | Defensa        | Jules Koundé        |     |
| 4          | Defensa        | Dayot Upamecano     |     |
| 17         | Defensa        | William Saliba      |     |
| 22         | Defensa        | Theo Hernández      |     |
| 13         | Centrocampista | N'Golo Kanté        | 62' |
| 8          | Centrocampista | Aurélien Tchouaméni |     |
| 14         | Centrocampista | Adrien Rabiot       | 62' |
| 11         | Delantero      | Ousmane Dembélé     | 79' |
| 12         | Delantero      | Randal Kolo Muani   | 62' |
| 10         | Delantero      | Kylian Mbappé       |     |
| Entrenador | Entrenador     | Didier Deschamps    |     |

| 5  | Defensa        | Dani Vivian      | 58'   |
| 21 | Delantero      | Mikel Oyarzabal  | 76'   |
| 6  | Centrocampista | Mikel Merino     | 76'   |
| 18 | Centrocampista | Martín Zubimendi | 90+3' |
| 11 | Delantero      | Ferran Torres    | 90+4' |

| 6  | Centrocampista | Eduardo Camavinga | 62' |
| 7  | Delantero      | Antoine Griezmann | 62' |
| 25 | Delantero      | Bradley Barcola   | 62' |
| 9  | Delantero      | Olivier Giroud    | 79' |

| Anotado | 21' | Lamine Yamal | 1:1 |
| Anotado | 25' | Dani Olmo    | 2:1 |

| Anotado | 8' | Randal Kolo Muani | 0:1 |

| Amonestado | 14'   | Jesús Navas  |
| Amonestado | 90+1' | Lamine Yamal |

| Amonestado | 60' | Aurélien Tchouaméni |
| Amonestado | 89' | Eduardo Camavinga   |

| Árbitro                                            | Slavko Vinčić       |
| Árbitros asistentes                                | Tomaž Klančnik      |
| Árbitros asistentes                                | Andraž Kovačič      |
| Cuarto árbitro                                     | Ivan Kružliak       |
| Árbitro asistente de video                         | Nejc Kajtazovic     |
| Árbitros asistentes del árbitro asistente de video | Paolo Valeri        |
| Árbitros asistentes del árbitro asistente de video | Massimiliano Irrati |

| Estadísticas      | Bandera de España | Bandera de Francia |
| Tiros             | 6                 | 9                  |
| Tiros a puerta    | 2                 | 3                  |
| Faltas            | 9                 | 14                 |
| Saques de esquina | 4                 | 6                  |
| Penaltis          | 0                 | 0                  |
| Fueras de juego   | 0                 | 0                  |
| Posesión de balón | 58%               | 42%                |